# 西班牙的卡洛斯 (1607-1632)
西班牙的卡洛斯，亦稱奧地利的卡洛斯（西班牙語：Carlos de Austria，1607年9月15日—1632年7月30日），西班牙國王費利佩三世的次子、費利佩四世的弟弟。
卡洛斯終生未婚，1632年於馬德里去世，年僅24歲。